# Riccardo Maniero
Riccardo Maniero (Napoli, 26 novembre 1987) è un calciatore italiano, attaccante del Savoia.

## Biografia
Il padre Enrico è stato un calciatore, così come il fratello maggiore Marco, che gioca nelle categorie dilettantistiche.

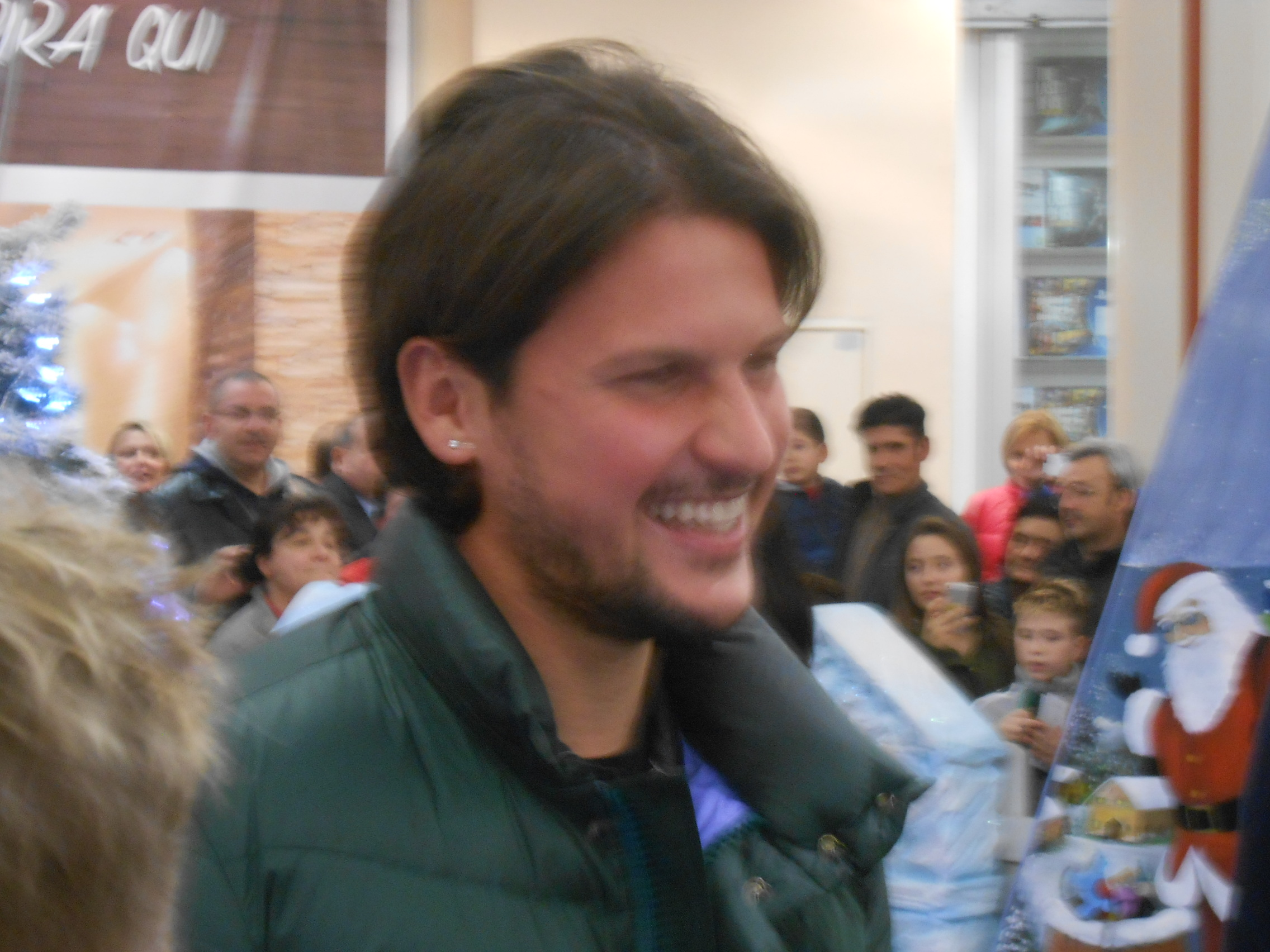
Maniero a Pescara nel 2015

## Carriera

### Juventus ed esperienze in prestito
Inizia la carriera nelle giovanili della Juventus. Nel 2005 vince, con la squadra Primavera, il Torneo di Viareggio e l'anno successivo il Campionato Primavera. Nella stagione 2006-2007 conquista invece Supercoppa Primavera e Coppa Italia Primavera. Convocato per tre volte in prima squadra da Didier Deschamps, senza tuttavia mai esordire, debutta nella Nazionale Under-20 italiana.
Nella stagione 2007-2008 passa in prestito all'Ascoli, con la cui maglia colleziona 21 presenze e una rete in serie cadetta.
Il 27 giugno 2008, in prestito con diritto di riscatto, firma col Bari di Antonio Conte. Il 19 gennaio 2009, con la stessa formula, si trasferisce al Lumezzane in Lega Pro.
Il 10 luglio 2009, ancora in prestito, passa all'Arezzo, totalizzando 31 presenze e 12 gol.

### L'approdo al Pescara
Nell'estate del 2010 si trasferisce al Pescara, neopromosso in Serie B, in compartecipazione con il difensore Raffaele Alcibiade, nell'operazione che porta Luca Del Papa alla Juventus. Esordisce coi biancazzurri il 15 agosto 2010, secondo turno di Coppa Italia, contro l'AlbinoLeffe (3-1), entrando a inizio ripresa al posto di Marco Verratti e segnando di testa il suo primo gol stagionale. Termina l'annata con 3 reti in 26 gare.
La stagione successiva Zdeněk Zeman sostituisce Eusebio Di Francesco sulla panchina degli abruzzesi e Maniero parte spesso dalla panchina: 17 presenze, di cui sei da titolare, e 4 reti. Il 26 maggio 2012 sigla nei minuti di recupero il gol del successo contro la Nocerina, che permise al Pescara di ottenere il primo posto nel campionato di Serie B superando il Torino.
Il 22 giugno 2012, a stagione terminata, Pescara e Juventus si accordano per il rinnovo della compartecipazione.

### Il prestito alla Ternana
Dopo un precampionato non esaltante, finisce ai margini della squadra allenata da Giovanni Stroppa. Il 31 agosto passa così in prestito alla Ternana, neopromossa in Serie B, insieme al compagno Antonino Ragusa. La stagione è negativa e, dopo un periodo trascorso tra panchina e tribuna, esordisce in campionato il 6 ottobre 2012, sostituendo all'80' Angelo Raffaele Nolé. Il suo esordio da titolare è datato 30 ottobre 2012, nella gara contro il Sassuolo. Realizza la sua prima rete, invece, il 17 novembre 2012 contro la Reggina. Termina la stagione con 2 reti realizzate in 18 partite, di cui solo 6 giocate dal primo minuto.

### Il ritorno a Pescara
Il 19 giugno 2013 il Pescara riscatta la seconda metà del cartellino dalla Juventus.
Il 1º luglio, scaduto il prestito alla Ternana, torna al Pescara, aggregandosi al ritiro estivo di Rivisondoli, in Abruzzo. Ritrova il gol con la maglia dei biancazzurri l'11 agosto durante il secondo turno di Coppa Italia col Pordenone (1-0) e nel turno successivo segna contro il Torino, nella gara esterna vinta per due reti a una. Titolare in campionato, complice anche l'infortunio di Ferdinando Sforzini che sarà costretto a restare lontano dal campo di gioco per alcuni mesi, realizza la doppietta nella prima partita di campionato contro la Juve Stabia (3-0). Dopo l'esonero di Pasquale Marino, perde la titolarità e, con l'arrivo di Serse Cosmi, torna in panchina, segnando solo due reti nel prosieguo della stagione.
Nell'annata successiva parte titolare, centravanti nel 4-3-3 del tecnico Marco Baroni. Nel successivo 4-4-2, modulo adottato dall'allenatore dopo le prime giornate, gioca in coppia con Federico Melchiorri. Conclude il girone di andata con 12 reti in 15 presenze.

### Catania e Bari
Il 14 gennaio 2015 si trasferisce a titolo definitivo al Catania, sempre in Serie B, firmando un contratto fino al 2018. Debutta titolare quattro giorni dopo a Lanciano (3-0). Segna la sua prima rete contro la Pro Vercelli, in una gara finita 4 a 0 per gli etnei. Segna complessivamente 6 gol in 20 partite.
Il 31 agosto dello stesso anno, dopo la retrocessione degli etnei in Lega Pro per lo scandalo calcioscommesse, Maniero torna al Bari a titolo definitivo.
Debutta con la maglia biancorossa il 6 settembre, segnando due gol contro lo Spezia (4-3). Durante la stagione segna 13 gol, risultando il miglior marcatore della squadra. Il Bari terminerà la stagione al 5º posto in classifica, disputando e perdendo i play-off contro il Novara. Riconfermato anche per la stagione seguente, Maniero segna 6 gol in 34 partite. La squadra conclude invece la stagione al 12º posto in classifica.

### Novara e Cosenza, prima del rientro in Abruzzo
Il 4 agosto 2017 passa a titolo definitivo al Novara. Con i piemontesi debutta il 3 settembre successivo, subentrando ad Alessio Da Cruz nella partita persa in casa col Parma (0-1). Il 23 settembre segna il primo gol stagionale, nell'incontro casalingo contro l'Avellino (1-2). Totalizza 31 presenze e 4 reti, chiudendo la stagione con la retrocessione in serie C del club piemontese.
Il 16 agosto 2018 viene ufficializzato il suo passaggio in prestito al Cosenza. Dieci giorni dopo debutta con i silani nella prima giornata del campionato di serie B, segnando il gol del momentaneo vantaggio sul campo dell'Ascoli, nell'incontro poi conclusosi sull'1 a 1. Con tre reti in 26 presenze contribuisce alla salvezza della squadra calabrese.
Il 18 luglio 2019 diventa ufficialmente un nuovo giocatore del Pescara, con cui firma un contratto annuale con opzione per un secondo anno, tornando dopo quattro stagioni alla squadra abruzzese. Il 26 ottobre segna il primo gol stagionale, realizzando il rigore del definitivo 4 a 0 contro il Benevento.

### L'arrivo in Campania: Avellino, Turris e Savoia
L'11 settembre 2020 passa all'Avellino, in serie C, con cui firma un contratto triennale. . Il 25 ottobre successivo realizza i primi gol con gli irpini, mettendo a segno una doppietta in occasione del successo casalingo nel derby contro la Casertana (3-1).
Nell'estate del 2022, poco prima della chiusura del calciomercato, firma un contratto biennale con la Turris ed il 18 settembre segna il suo primo gol in maglia corallina contro il Picerno. Nel luglio del 2024, dopo 16 reti e 67 presenze complessive, lascia il club di Torre del Greco ed approda al Savoia, in serie D.  

## Statistiche

### Presenze e reti nei club
Statistiche aggiornate al 22 dicembre 2024.
| Stagione        | Squadra         | Campionato      | Campionato | Campionato | Coppe nazionali | Coppe nazionali | Coppe nazionali | Coppe continentali | Coppe continentali | Coppe continentali | Altre coppe | Altre coppe | Altre coppe | Totale | Totale |
| Stagione        | Squadra         | Comp            | Pres       | Reti       | Comp            | Pres            | Reti            | Comp               | Pres               | Reti               | Comp        | Pres        | Reti        | Pres   | Reti   |
| --------------- | --------------- | --------------- | ---------- | ---------- | --------------- | --------------- | --------------- | ------------------ | ------------------ | ------------------ | ----------- | ----------- | ----------- | ------ | ------ |
| 2007-2008       | Ascoli          | B               | 21         | 1          | CI              | 3               | 0               | -                  | -                  | -                  | -           | -           | -           | 24     | 1      |
| 2008-gen. 2009  | Bari            | B               | 0          | 0          | CI              | 0               | 0               | -                  | -                  | -                  | -           | -           | -           | 0      | 0      |
| gen.-giu. 2009  | Lumezzane       | 1D              | 13         | 2          | CI+CI-LP        | 0+0             | 0               | -                  | -                  | -                  | -           | -           | -           | 13     | 2      |
| 2009-2010       | Arezzo          | 1D              | 31+1       | 12         | CI+CI-LP        | 1+2             | 0+1             | -                  | -                  | -                  | -           | -           | -           | 35     | 13     |
| 2010-2011       | Pescara         | B               | 26         | 3          | CI              | 1               | 1               | -                  | -                  | -                  | -           | -           | -           | 27     | 4      |
| 2011-2012       | Pescara         | B               | 17         | 4          | CI              | 1               | 0               | -                  | -                  | -                  | -           | -           | -           | 18     | 4      |
| 2012-2013       | Ternana         | B               | 18         | 2          | CI              | 0               | 0               | -                  | -                  | -                  | -           | -           | -           | 18     | 2      |
| 2013-2014       | Pescara         | B               | 36         | 13         | CI              | 2               | 2               | -                  | -                  | -                  | -           | -           | -           | 38     | 15     |
| 2014-gen. 2015  | Pescara         | B               | 15         | 12         | CI              | 3               | 1               | -                  | -                  | -                  | -           | -           | -           | 18     | 13     |
| gen.-giu. 2015  | Catania         | B               | 20         | 6          | CI              | 0               | 0               | -                  | -                  | -                  | -           | -           | -           | 20     | 6      |
| ago. 2015       | Catania         | LP              | 0          | 0          | CI              | 2               | 0               | -                  | -                  | -                  | -           | -           | -           | 2      | 0      |
| Totale Catania  | Totale Catania  | Totale Catania  | 20         | 6          |                 | 2               | 0               |                    | -                  | -                  |             | -           | -           | 22     | 6      |
| 2015-2016       | Bari            | B               | 36+1       | 13         | CI              | 0               | 0               | -                  | -                  | -                  | -           | -           | -           | 37     | 13     |
| 2016-2017       | Bari            | B               | 34         | 6          | CI              | 2               | 0               | -                  | -                  | -                  | -           | -           | -           | 36     | 6      |
| Totale Bari     | Totale Bari     | Totale Bari     | 70+1       | 19         |                 | 2               | 0               |                    | -                  | -                  |             | -           | -           | 73     | 19     |
| 2017-2018       | Novara          | B               | 31         | 4          | CI              | 0               | 0               | -                  | -                  | -                  | -           | -           | -           | 31     | 4      |
| ago. 2018       | Novara          | C               | 0          | 0          | CI+CI-C         | 2+0             | 0               | -                  | -                  | -                  | -           | -           | -           | 2      | 0      |
| Totale Novara   | Totale Novara   | Totale Novara   | 31         | 4          |                 | 2               | 0               |                    | -                  | -                  |             | -           | -           | 33     | 4      |
| ago. 2018-2019  | Cosenza         | B               | 26         | 3          | CI              | 0               | 0               | -                  | -                  | -                  | -           | -           | -           | 26     | 3      |
| 2019-2020       | Pescara         | B               | 30+2       | 6+1        | CI              | 0               | 0               | -                  | -                  | -                  | -           | -           | -           | 18     | 3      |
| Totale Pescara  | Totale Pescara  | Totale Pescara  | 124+2      | 38+1       |                 | 7               | 4               |                    | -                  | -                  |             | -           | -           | 119    | 43     |
| 2020-2021       | Avellino        | C               | 31+6       | 10+1       | CI              | 1               | 0               |                    | -                  | -                  |             | -           | -           | 38     | 11     |
| 2021-2022       | Avellino        | C               | 23+1       | 10         | CI+CI-C         | 1+2             | 0               |                    | -                  | -                  |             | -           | -           | 27     | 10     |
| Totale Avellino | Totale Avellino | Totale Avellino | 54+7       | 20+1       |                 | 4               | 0               |                    | -                  | -                  |             | -           | -           | 104    | 21     |
| 2022-2023       | Turris          | C               | 35         | 11         | CI-C            | 1               | 0               | -                  | -                  | -                  | -           | -           | -           | 36     | 11     |
| 2023-2024       | Turris          | C               | 31         | 5          | CI-C            | 0               | 0               | -                  | -                  | -                  | -           | -           | -           | 31     | 5      |
| Totale Turris   | Totale Turris   | Totale Turris   | 66         | 16         |                 | 1               | 0               |                    | -                  | -                  |             | -           | -           | 67     | 16     |
| 2024-2025       | Savoia          | D               | 28         | 13         | CI-D            | 1               | 0               | -                  | -                  | -                  | -           | -           | -           | 29     | 13     |
| Totale carriera | Totale carriera | Totale carriera | 487+11     | 131+2      |                 | 24              | 5               |                    | -                  | -                  |             | -           | -           | 510    | 134    |

## Palmarès

### Club

#### Competizioni giovanili
- Campionato Primavera: 1

Juventus: 2005-2006
- Coppa Italia Primavera: 1

Juventus: 2006-2007
- Supercoppa Primavera: 1

Juventus: 2006
- Torneo di Viareggio: 1

Juventus: 2005

#### Competizioni nazionali
- Campionato italiano di Serie B: 1

Pescara: 2011-2012